# فرودگاه استارا زاگورا
فرودگاه استارا زاگورا (به انگلیسی: Stara Zagora Airport) (به زبان بومی: Letishte Stara Zagora) یک فرودگاه با کد یاتا SZR است که یک باند فرود آسفالت دارد و طول باند آن ۲۴۰۰ متر است. این فرودگاه در کشور بلغارستان قرار دارد و در ارتفاع ۱۹۶ متری از سطح دریا واقع شده است.